# Perpetual Flame
Perpetual Flame es un álbum de estudio del guitarrista Yngwie J. Malmsteen que fue lanzado el 14 de octubre de 2008. El anterior álbum, Unleash the Fury, fue lanzado en el 2005 y este fue el primer álbum con el vocalista de Judas Priest y Iced Earth, Tim Owens. Los teclados fueron grabados por Derek Sherinian, integrante de Planet X, exintegrante de Dream Theater.
El álbum fue producido por el propio Yngwie, y mezclado por Roy Z (quien trabajó con Bruce Dickinson y Rob Halford).

## Lista de temas
- 1. "Death Dealer"
- 2. "Damnation Game"
- 3. "Live To Fight (Another Day)"
- 4. "Red Devil"
- 5. "Four Horsemen (Of The Apocalypse)"
- 6. "Priest Of The Unholy"
- 7. "Be Careful What You Wish For"
- 8. "Caprici Di Diablo"
- 9. "Lament"
- 10. "Magic City"
- 11. "Eleventh Hour"
- 12. "Heavy Heart"